# Ligament sacro-iliaque interosseux
Le ligament sacro-iliaque interosseux (ou ligament vague) est un ligament de l'articulation sacro-iliaque constituant le plan profond du ligament sacro-iliaque postérieur.

## Description
Le ligament sacro-iliaque interosseux est constitué d'une série de fibres courtes et résistantes reliant la tubérosité iliaque au sacrum. C'est l'un des ligaments les plus solides du corps.[réf. nécessaire]